# Wyre Piddle
Wyre Piddle est une localité anglaise située dans le comté du Worcestershire.